# Gundlach (Adelsgeschlecht)

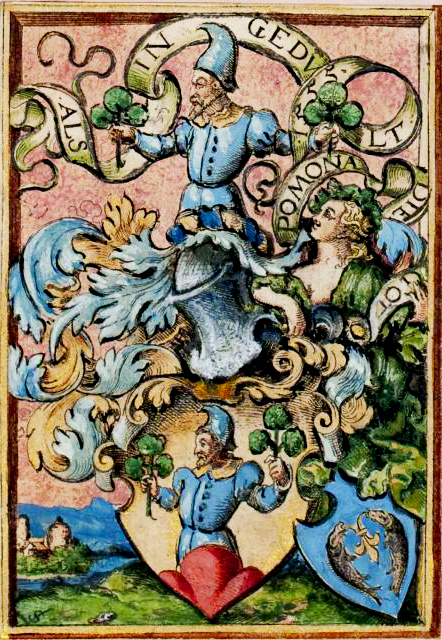
Wappen derer von Gundlach

Gundlach ist der Name eines mecklenburgischen Adelsgeschlechts. Angehörige leben gegenwärtig in Deutschland, in Österreich, in Dänemark und den USA.

## Geschichte
Die Gundlach (Gundelach, Gondelach) entstammen einer alten hessischen Glasmacherfamilie, die sich urkundlich bis um 1500 in die damalige Glashochburg Großalmerode zurückverfolgen lässt. Im nahen Allendorf lassen sich die Gundlach bereits vor 1500 urkundlich fassen und besaßen schon 1461 Vorwerke im benachbarten Wahlhausen, wo Curt Gundelach bereits in jenem Jahr Hüttenmeister war. Diesem Geschlecht entstammte auch der Sohn des Großalmeroder Gläsner-Zunftmeisters Frantz Gundelach, gen. der jüngere Becker (* vor 1546; † um 1628), Matthäus Gundelach (* 1566; † 1653), der 1609 in Prag Kammermaler Kaiser Rudolfs II. wurde. Ebenso aus Großalmerode und zu diesem Geschlecht gehörte Franz Gondelach (* 1663; † 1723), der als bedeutendster Glasschneider seiner Zeit angesehen wird. Seine Werke finden sich heute in den wichtigsten Glassammlungen der Welt.
Eine Stammverwandtschaft mit der Tiroler bzw. Wiener Familie Gundlach des 15./16. Jahrhunderts ist nicht bekannt. Georg Gundlach, der in seinem Wiener Haus Münzgericht besessen hat, stellte am 18. Dezember 1503 einen Gerichtsbrief aus. Sein angehängtes Siegel (Siegelumschrift: Jorg Gundloch) zeigt im geteilten Schild eine farbgewechselte Doppel-Lilie. Auf dem bekrönten Stechhelm mit ornamentaler Helmdecke ein wachsender Löwe. Den gleichen Schild, aber mit anderer Helmzier, verlieh 1455 Kaiser Friedrich dem Hanns Gundlach, der gut mit dem gleichnamigen Silberkämmerer identisch sein kann, der 1470 ein weiteres kaiserliches Privileg erhielt. In den Protokoll- und Urteilsbüchern des Königlichen Kammergerichts aus den Jahren 1465 bis 1480 wird ein Johann Gundlach aus Rothenburg/Tauber genannt, der „mglw.“ kaiserlicher Silberkämmerer war. Auch zum mit den Wiener Gundlach wappenverwandten Ratsherrengeschlecht Gundlach der Reichsstadt Rothenburg ob der Tauber des 15. Jahrhunderts Johann Gundlach war 1460 Mitglied des seit 1455 16-köpfigen Inneren Rates der Reichsstadt Rothenburg. scheint es keine Verwandtschaft zu geben.
In Nürnberg lässt sich ein patrizisches Geschlecht Gundlach auf einen Heintz Gundlach († 1476, begraben zu St. Sebald) zurückverfolgen, dessen gleichnamiger Vater um 1411 aus Bamberg kam, wo es ein seit 1096 bezeugtes Ministerialengeschlecht der Fürstbischöfe war. In Nürnberg, unter anderem mit so bedeutenden Patriziern wie den Lemmel, Tucher, Paumgartner und Pömer verschwägert, erlosch das Geschlecht mit dem Handelsherrn Michael Gundlach, dessen Wappen auf einem „Jetton“ vom Jahre 1616 dargestellt ist.

### Ausbreitung und Persönlichkeiten

#### Die Gundlachs als Glasmacher
Die durchgängige Stammreihe des Geschlechts in Mecklenburg beginnt um 1600 mit dem Glashüttenmeister Jobst Gundlach aus dem hessischen Großalmerode. Seine Nachfahren zeichneten in Mecklenburg und darüber hinaus eine beispiellose wirtschaftliche Erfolgsgeschichte.
Die Brüder Daniel († nach 1622) und Jobst (* ca. 1587; † 1630) legten 1622 eine Glashütte in Gammelin an, wo ihnen Curd Pentz einen „Ort Holzes“ für 9000 Mark Lübisch verkaufte. Elf Jahre später wurde ein neuer Vertrag zwischen den beiden über eine andere Holzfläche zu 3000 Mark abgeschlossen.
Auch die Kriegsjahre vermochten nicht, sie zu vertreiben, denn 1641 waren sie noch Glasmeister in Gammelin und erwarben wieder für 1000 Mark Buchen-Fadenholz. 1659 bis 1693 kamen durch Errichtung, Kauf oder Pacht die Glashütten in Kritzow (1662–1707), Müsselmow (1726–1746), Groß Welzin, Dümmerstück, Griebow, Siggelkow, Krembz und Klein Welzin hinzu, was nicht durchgängig ohne Widerstände oder gar Klagen der Konkurrenz und des landgesessenen Adels abging.
In Holstein, wo die Glasmacherei ebenfalls florierte, erschien das Geschlecht zuerst um 1660 als Hüttenbesitzer. Auch in der Umgebung von Preetz auf den adligen Gütern Kastorf, Lehmkuhl und Perdoel wurden die Glashütten von den Gundlach betrieben. Hans Heinrich Gundlach († 1715) kam von dort nach Mecklenburg. Er war 1709 Hüttenmeister in Wendorf. Glasmeister Jost Cnuth Gundelach begab sich um 1703 von der Glashütte Wendorf nach Holstein. Er war unter anderem 1720 auf der Lindauer Hütte im Gut Ascheberg tätig.
1709 wurde der District Conow zusammen mit der Glashütte an den aus Sachsen-Gotha stammenden Hofrat Bartsch zu Lichtenberg für 5000 Taler verpfändet. Als der Hofrat 1715 starb, übernahm zunächst seine Witwe den Besitz, überließ aber schon bald Gut Conow nebst Glashütte Hans Heinrich Gundelach. Ein halbes Jahrhundert nach der Gründung der Glashütte auf Gut Conow (1701) stellten die Erben des Glasmeisters Leutnant Christian Friedrich von Gundlach († 1749), den Betrieb der Schmelze ein. 1751 fiel Conow samt Pachtgut und Meierei an das mecklenburgische Herrscherhaus zurück.
1705 errichtete Johann Jürgen Gundlach eine Glashütte in Bolz (1720–1729) und in Hohen Pritz (1731–1740). Um dieselbe Zeit kam auch die Glashütte auf dem Gut Brüel an die Gundlach. Noch heute erinnert der Erbpachthof Hütthof bei Brüel an diese Glashütte. 1707 übernahm Friedrich Gundlach die Toddiner Hütte von der verwitweten Herzogin Christina Wilhelmina (* 1653; † 1722). Bei Toddin existierte noch bis ins 19. Jahrhundert der Nebenort die alte Glashütte. Johann Lukas Gundlach (* 1685; † 1746) schloss 1713 mit Christoph Hans von Grabow auf Woosten (1713–1723) und Christoph Magnus von Barner auf Kressin einen Hüttenvertrag ab, wonach auf der letzteren Feldmark, aber an der Woostener Scheide, eine Glashütte errichtet wurde. Fünf Jahre darauf ersuchte Joachim Friedrich Gundlach Konsens zur Anlegung einer Glashütte auf den Erlenkampschen Gütern Vielist und Grabowhöfe. Der Kontrakt wurde gegen 3000 Taler auf vierzehn Jahre abgeschlossen.
1721 erhielt der Glasmeister Jobst Gundlach zur Rumpshagener Hütte den Konsens zu einer Hütte in Hohen Mistorf auf zehn Jahre. Hier kam es zu juristischen Auseinandersetzungen mit dem Eigentümer Christoph von Levetzow, der für Gundlach noch in seinem Sinne aufzulösen war. Weit weniger erfolgreich ließen sich Rechtsstreitigkeiten für Leutnant Christian Gundlach mit Jobst von Bülow im Jahr 1719 wegen der Glashütte in Woserin (1719–1731) gestalten. Auch die Intervention Herzogs Karl Leopold konnte in der Sache nicht schlichten, so dass Bülow schließlich allein für Strafmandate über 1000 Taler schuldete. Gundlach’s Ausfälle an Produktion und Auslieferung machten ein Vielfaches aus. Noch 1731 kam der Rechtsstreit vor die Reichsexekutionskommission, wo schließlich zu Gunsten Bülows befunden wurde.
Die Expansion der Familie im Glasgeschäft wurde insgesamt trotz dieser Rückschläge nicht wesentlich beeinträchtigt. Nahe Eldenburg, in der Stadtfeldmark Waren war 1720 eine Gundlach-Glashütte bekannt, 1724 legte Johann Lukas Gundlach eine Hütte auf Rockow, der Pertinenz des Kamptzschen Gutes Plasten bis 1740 an. Den Hof hatte er gleich mit gepachtet, zahlt für diesen pro Jahr 100 Taler, für den Hüttenbetrieb 200 Taler. Erst 1752 wurde diese Hütte geschlossen. Im folgenden Jahr erstand Gundlach auf dem Wege des Meistgebots die Gützkower Hütte vom Glasmeister Heinrich Seitz. Auch hier erinnert noch heute die Pertinenz Hüttenhof an den damaligen Betrieb. Schon 1717 hatte Gundlach die Hütte in Möllenhagen von Jakob Ernst von Holstein auf Klink und Möllenhagen gepachtet, dessen Vater schon 1692 die Einrichtung einer Hütte beabsichtigte.
Die Errichtung einer Hütte durch Christian Friedrich Gundlach in Hohen Pritz, das im Besitz des königlich dänischen Hofmeisters von Parkentin war, scheiterte 1730 wegen eines landfriedensbrecherischen Überfalls im Auftrag des Herrn Jobst Hinrich von Bülow auf Woserin. Um 1731 war Jürgen Friedrich Gundlach auf der Hütte Weisdin Glasmacher.
1734 legte Johann Lukas Gundlach eine Glashütte auf dem von Maltzanschen Gut Wustrow an, die bis 1750 produzierte. Das veranlasste die Lehnsvettern Einspruch zu erheben, und es kommt hierüber erneut zu einem langjährigen Prozess. Um dieselbe Zeit hat Gundlach eine Hütte in Peckatel. Noch um die Mitte des Jahrhunderts treffen wir die Gundlachs in Groß Dratow, wo Johann Lukas Gundlach schon 1717 die von ihm bis 1728 genutzte Glashütte einrichtete, und auf Kloster Dobbertinschen Hütten. Letztlich war Johann Friedrich Adam Gundlach (* 1736; † 1808) noch in Boitzenburg bei Feldberg Glasmacher. Im ausgehenden 18. Jahrhundert verschwanden die Gundlachs aus der Zahl der Hüttenbesitzer und wurden Gutsbesitzer.

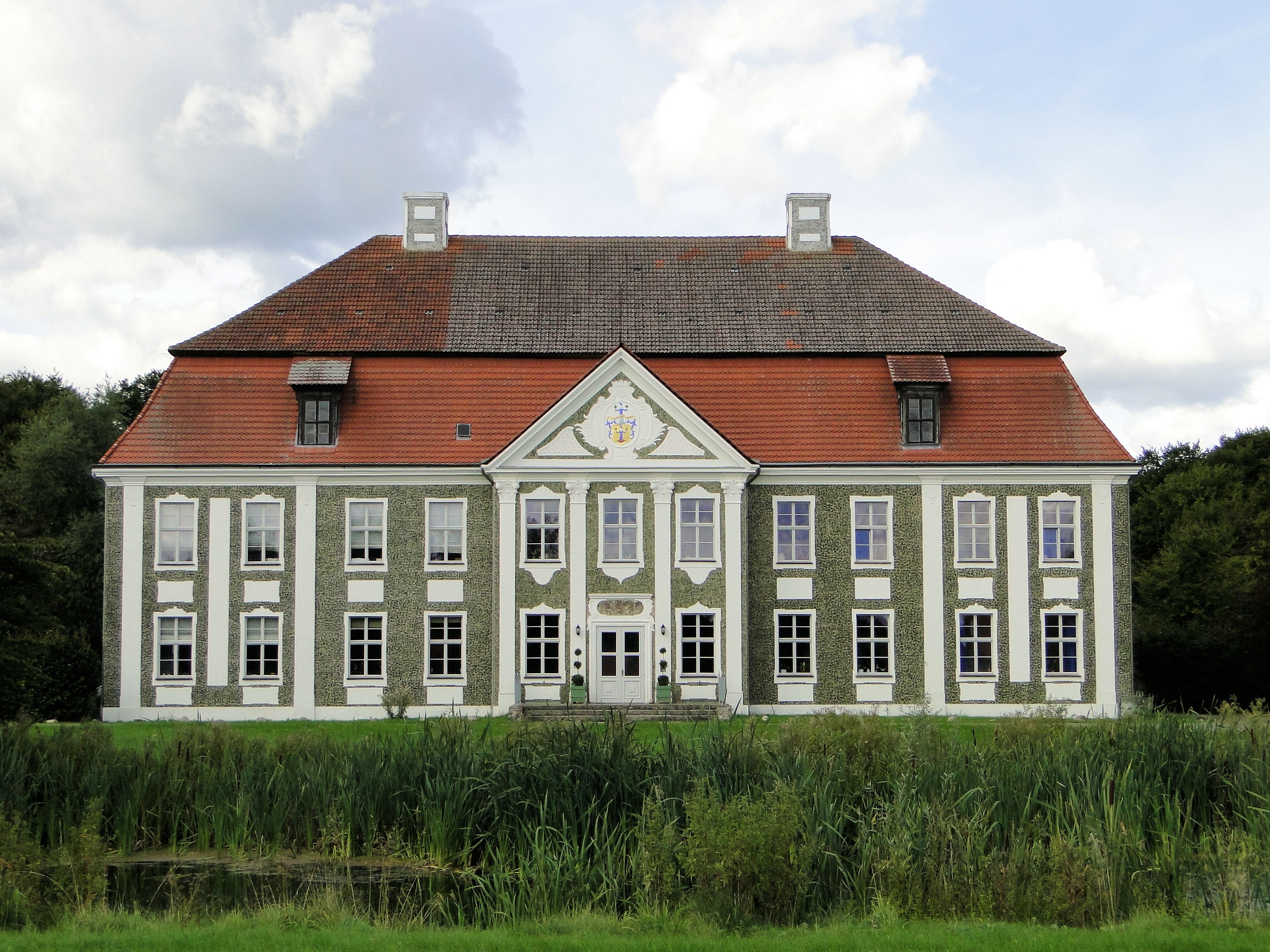
Barockes Gutshaus Rumpshagen mit der markanten „Glasfassade“ (2010)

### Nobilitierung(en) 1581 und 1748/1750
Bereits 1555 hatte der Nürnberger Handelsherr Johann Gundlach von dem Nürnberger Kupferstecher Virgil Solis dieses Wappen gestalten lassen. Dabei wurde auch das Familienwappen seiner Ehefrau Christina abgebildet, die dem „ehrbaren“ Geschlecht entstammte, das 1310 mit Conrad Fürleger nach Nürnberg kam. Mit ebendiesem Gundlach’schen Wappen wurden am 3. Dezember 1581 die Brüder Hans senior, Melchior, Hans junior, Abraham und Zacharias Gundlach in Prag durch Kaiser Rudolph II. in den Reichsadelsstand gehoben. Sich darauf berufend, die eigene Stammreihe bedenkenlos auf einen der Nürnberger Hans von Gundlach († 1590) zurückführend, und da sie zwischenzeitlich ihren Adel verloren, erbat der Mecklenburger Zweig der eigentlich hessenstämmigen Gundelach vom Kaiser, durch Renovation den Reichsadel zurückzuerhalten. Kaiser Franz I. bestätigte daraufhin am 16. August 1748 in Wien den Verwandten Joachim Friedrich, Gottfried Christian Friedrich, Ernst Friedrich Jobst (* 1715; † 1788), Ehrenreich Johann Christian (* 1737), Jobst Gottfried (* 1739), Lucas Heinrich (* 1741), Adolf Friedrich (* 1742), Christoph Albrecht (* 1745) und Ernst Friedrich Gundlach (* 1747) den Adel mit dem Wappen der Nürnberger Gundlach, ausgewiesen als das angestammte. Dies erkannte schließlich ihr Landesherr, der Mecklenburger Herzog Christian Ludwig II., 1750 an.

#### Die von Gundlachs in der Neuzeit

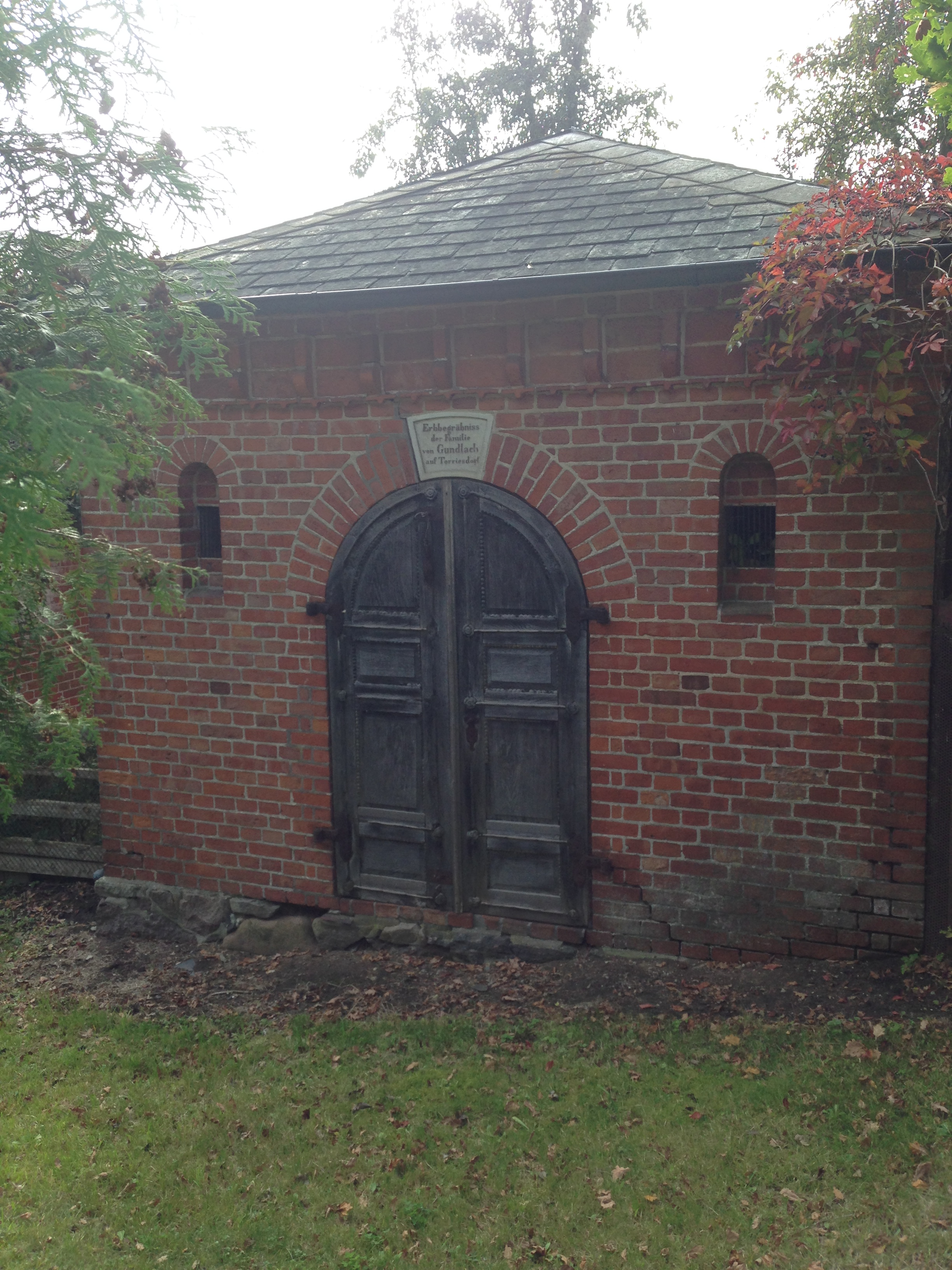
Mausoleum v. Gundlach. Alter Friedhof Schönberg.

Die Familie stellte zahlreiche Offiziere in der mecklenburgischen, dänischen und preußischen Armee. Friedrich von Gundlach (* 1772; † 1811), der als Seconde-Lieutenant in Flensburg gedient hatte, erschoss sich bei einem Waldstück nahe dem Ort Braak an der Landstraße nach Plön – vermutlich wegen einer unglücklichen Liebe zu einer Sophie in Glückstadt. Ein stilles, aber ehrliches Begräbnis fand er auf dem Kirchhof des nahen Neumünster.
Johann Friedrich von Gundlach (* 1752; † 1837) auf Rumpshagen, Leizen und Hinrichsberg und seine Gattin Johanna von Oertzen (* 1771; † 1807) wurden die Stammeltern aller gegenwärtig lebenden Angehörigen der Familie.
Carl Friedrich von Gundlach aus dem Amt Neustadt und Johann Friedrich von Gundlach aus dem Amt Stavenhagen bzw. dem Amt Wredenhagen gehörten 1833 der erweiterten Ritterschaft Mecklenburg-Schwerins an. Auf dem Landtag von 1839 wurden Johann Adolf Friedrich von Gundlach (* 1789; † 1865) auf Leizen und Rumpshagen, Rittmeister Friedrich Ernst August von Gundlach auf Möllenhagen (* 1790; † 1875), Heinrich von Gundlach (* 1798; † 1858), Leutnant aus Mirow und Ernst Friedrich Georg Theodor von Gundlach (* 1803; † 1883), auf Hinrichsberg, Torisdorf und Mollenstorf in den Mecklenburgischen Adel (Union der Landstände) rezipiert.
Im Einschreibebuch des Klosters Dobbertin befinden sich daher erst ab 1839 bis 1901 acht Eintragungen von Töchtern der Familie von Gundlach aus Hinrichsberg, Leizen und Rumpshagen zur Aufnahme in das dortige adelige Damenstift. Zuletzt aufgenommen wurde Irmgard von Gundlach-Rumpshagen (1901–1955), verheiratete von Rochow-Stülpe, und dies gleich vier Tage nach ihrer Geburt.
1838 kauften die aus Dresden kommenden Gebrüder von Gundlach im Herzogtum Lauenburg für 11000 Reichstaler das Freigut Fürstenhof, das Carl von Gundlach 1871 an den Mustiner Kaufmann Friedrich Frahm verkaufte. Barbara Elisabeth von Gundlach (* 1767; † 1850) vermählte sich mit Generalleutnant Otto Johann Friedrich von Drygalski (* 1788; † 1860), Pauline von Gundlach (* 1820; † 1886) mit Generalleutnant Friedrich Felix Bernhard Ferdinand von Borcke (* 1811 † 1883).
Die alte Sakristei der Kirche Ankershagen diente seit 1727 als Erbbegräbnis der Familie von Johann Lucas d. Älteren Gundlach, 1864 wurde sie wieder Sakristei und die Gundlach’schen Särge nach Rumpshagen überführt.
1898 erbaut Hans von Gundlach in Leizen ein neues Gutshaus im damals modernen Gründerstil. 1919 wurde seitens der Gundlachs eine von Gundlach-Mollenstorfer Familienstiftung eingerichtet, respektive (erneut) bestätigt. 1934 erbaute Pauline von Gundlach in Radebeul das Mehrfamilienhaus Nizzastraße 24 (Ecke Nizzastraße/Rosenstraße). Über dem Eingang ließ sie ihr Familienwappen nebst Jahreszahl in Sandstein anbringen. Sie besaß das heute noch bestehende Gebäude bis 1945.
1937 bildete sich ein Familienverband. Die Gundlachsöhne gingen auf die Ritterakademie Brandenburg und auf weitere bekannte Adelsschulinternate wie dem Friderico-Francisceum zu Doberan. Sie waren des Weiteren Mitglieder des Johanniterordens.

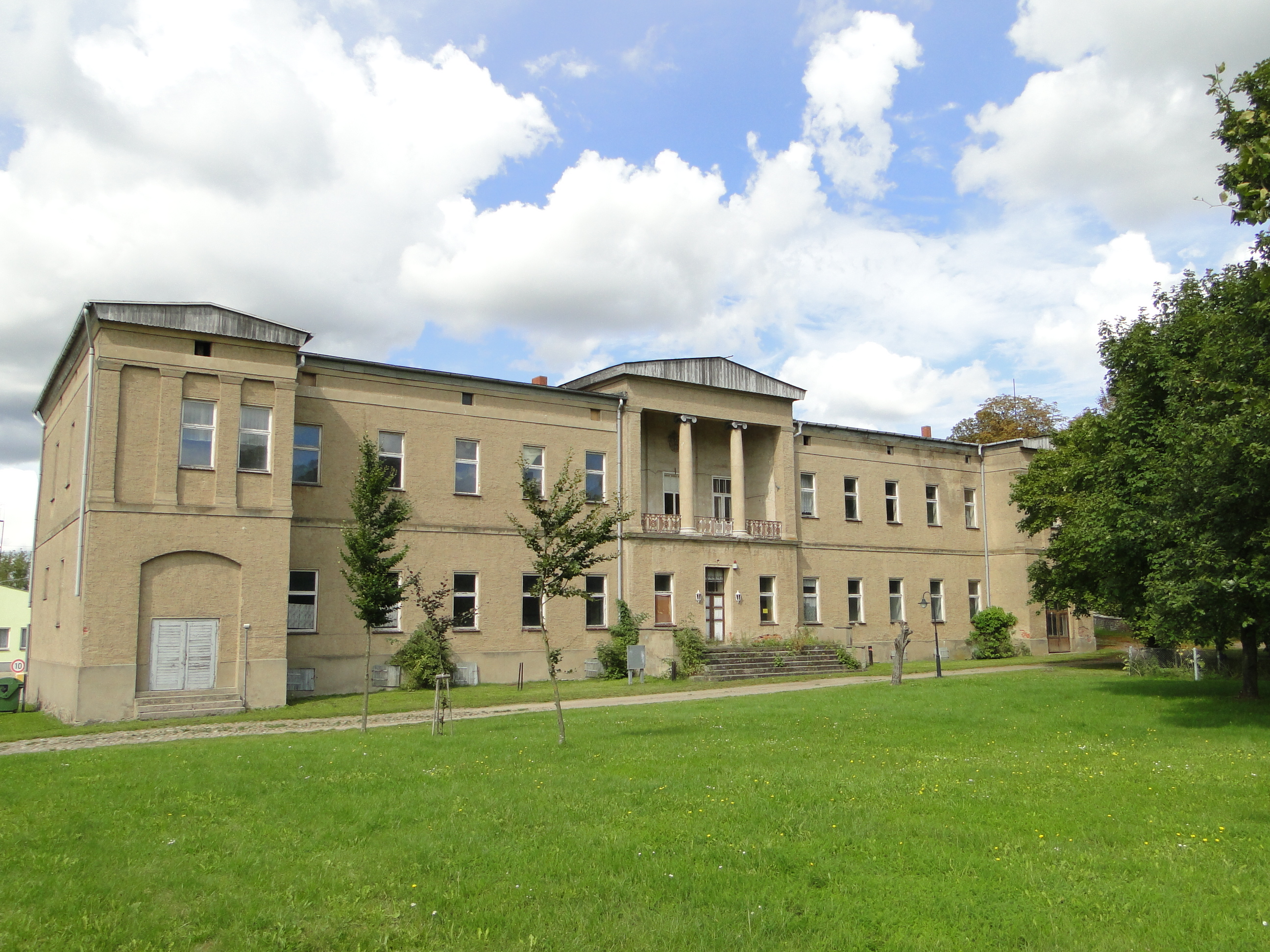
Herrenhaus Mollenstorf (2010)

1945 zu 1946 wurden durch die Bodenreform die Gutsbesitzer des Adelsgeschlechts und ihre Nachfahren enteignet. Möllenhagen konnte schon im 19. Jh. nur eine Generation gehalten werden.

### Historischer Güterbesitz
- in Mecklenburg: Brunstorf bei Marlow,[41] Conow, Dargun, Friedrichshof,[42] Grauenhagen, Hinrichsberg, Kalübbe, Kobrow, Leizen, Möllenhagen, Mollenstorf, Poppentin (anteilig), Rumpshagen, als ältestes Gut, etwa bis 1930, Torriesdorff (heute Torisdorf, Ortsteil von Siemz-Niendorf, vormals Exklave von Mecklenburg-Strelitz in Mecklenburg-Schwerin)[43] und Wendhof (pfandweise)
- in Brandenburg (Uckermark): Lemmersdorf
- im Herzogtum Lauenburg: Fürstenhof in Groß Grönau
- in Westpreußen: Strassburg

## Wappen
Das heute noch so geführte Stammwappen wurde bereits 1555 von dem Nürnberger Kupferstechermeister Virgil Solis grafisch umgesetzt und zeigt in Gold einen aus rotem Dreiberg wachsenden, vorwärts-gekehrten bärtigen Mann im blauen Kleid mit goldenem Kragen und blauer Spitzmütze, in jeder Hand eine entwurzelte grüne Gundelrebe mit drei Blättern haltend. Auf dem Helm mit blau-goldenen Decken der wachsende Mann.

## Angehörige

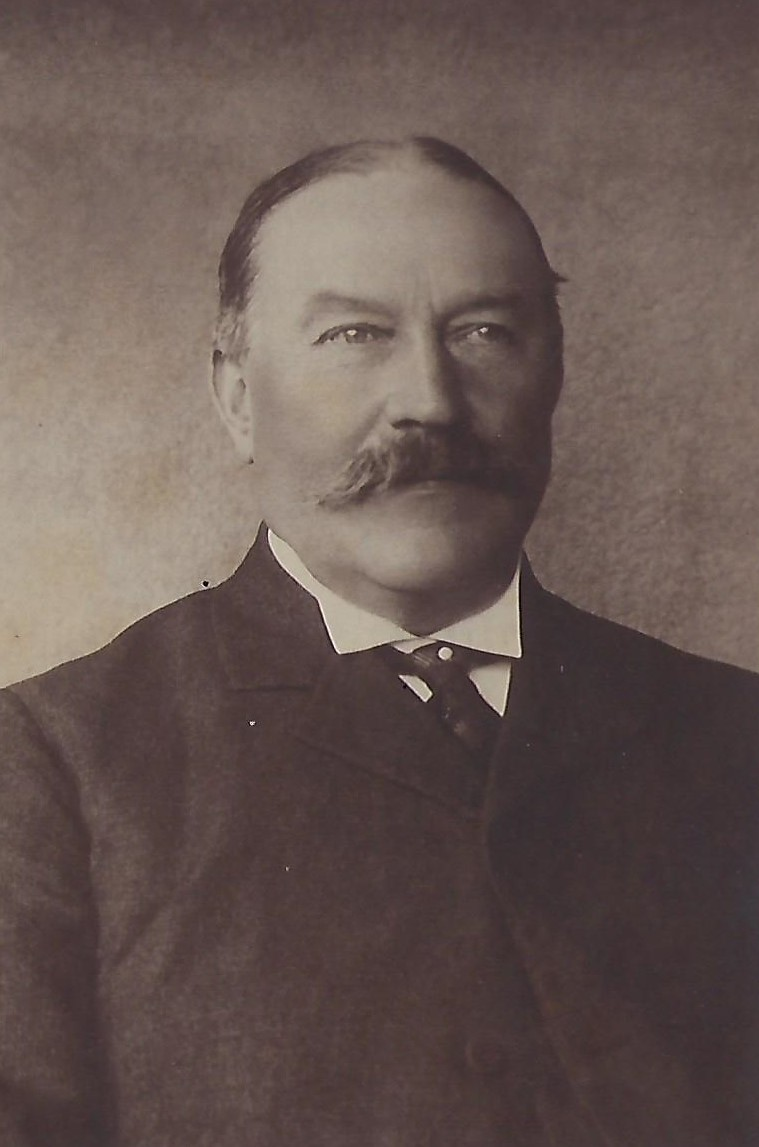
Ernst von Gundlach

- Christoph Albrecht von Gundlach (* 1745/48; † 1786), mecklenburgischer Drost,[45] Kammerrat und Oberhofmeister
- Ernst Friedrich von Gundlach-Leizen, Amtsrat († 1788)[46] Gutsbesitzer auf Leizen, Rumpshagen und Hinrichsberg
- Jobst von Gundlach, Erbauer des jetzigen Gutshauses Rumpshagen, ausgeführt symbolisierend mit Glasscherbenputz, Stifter des Fideikommiss Rumpshagen, Mollenstorf
- Sophie Albertine von Gundlach geb. von Manstein († 1809), 1794 Oberhofmeisterin der Prinzessin Auguste von Preußen, nach 1797 Oberhofmeisterin in Kassel
- Rudolph von Gundlach (1808–1870), Gutsbesitzer, Abgeordneter der Landesversammlung (Lauenburg)
- Adalbert von Gundlach (1819–1886), Kammerherr, wurde vom Landesherrn zum Schlosshauptmann ernannt
- Ernst von Gundlach (1850–1919), Dragoner-Offizier, zuletzt Major, Flügeladjutant des Herzogs zu Mecklenburg-Schwerin, Herr auf Mollenstorf, mecklenburgischer Kammerherr und Zeremonienmeister, Landrat, 1890–1918 Provisor im Kloster Dobbertin,[47] vermählt mit Marie Luise von Bülow (Hofdame)[48]
- Friedrich Karl Heinrich von Gundlach, 1875–1878 Bürgermeister in Asbach (Westerwald)
- Emil von Gundlach (1840–1923), auf Hinrichsberg und Torisdorf, Klosterhauptmann zu Malchow, Landrat
- Bodo von Gundlach (1868–1929), 1920–1926 Abgeordneter der DNVP im 1. bis 3. Landtag des Freistaates Mecklenburg-Schwerin, Herr auf Hinrichsberg und Torisdorf; Oberleutnant, Rechtsritter des Johanniterordens
- Günther von Gundlach (1868–1945), Erbe der Besitzung Rumpshagen (679 ha), und seit 1929, nach dem Tod seines Bruders Hans von Gundlach (1863–1929), auch Besitzer des ehemaligen Fideikommiss und dadurch wieder konventionellen allodialen Lehngutes Leizen (979 ha).[49] Dessen Verwaltung übernahm wiederum sein zweiter Sohn Carlotto von Gundlach (1897–1948). Gundlach sen. war Johanniterritter, Rittmeister der Landwehr und Mitglied der Deutschen Adelsgenossenschaft. Wie viele Gundlachs steht er für eine exemplarische Vita, Zögling auf einem Adelsinternat (Ritterakademie Brandenburg), kurzzeitig aktiver Offizier in einem angesehenen Kavallerie-Regiment, standesgemäße Heirat, Gutsherr mit Jagdleidenschaft. Er galt persönlich als sehr ruhig und besonnen; nahm sich mit seiner Ehefrau Ida, geborene von Lücken, am 8. Mai 1945 im Heimatort das Leben.[50]

### Genealogie
- Leopold von Zedlitz-Neukirch: Neues Preussisches Adels-Lexicon. Band 2. Gebrüder Reichenbach, Leipzig 1836, S. 303. (Digitalisat)
- Leopold von Ledebur: Adelslexicon der Preußischen Monarchie. Band 1. Ludwig Rauh, Berlin 1855, S. 299. (Digitalisat)
- Ernst Heinrich Kneschke: Neues allgemeines Deutsches Adels-Lexicon. Band 4. Friedrich Voigt, Leipzig 1863, S. 103–104. (Digitalisat)
- Gustav von Lehsten: Der Adel Mecklenburgs seit dem landesgrundgesetzlichen Erbvergleiche (1755). J. G. Tiedemann, Rostock 1864, S. 88. (Digitalisat)
- GGT, Justus Perthes:
  - Gothaisches Genealogisches Taschenbuch der Adeligen Häuser 1920, Alter Adel und Briefadel, Jg. 14. Gotha 1919, S. 330 ff. (Stammreihe u. ältere Genealogie / es fehlen einige Töchter). Siehe FamilySearch (Kostenfrei).
  - Gothaisches Genealogisches Taschenbuch der Adeligen Häuser 1922, Alter Adel und Briefadel, Jg. 16. Gotha 1921, S. 324 ff. (Textarchiv – Internet Archive).
  - Gothaisches Genealogisches Taschenbuch der Adeligen Häuser. Alter Adel und Briefadel. 1930. Jg. 22, Gotha 1929, S. 319 f. Siehe FamilySearch (Kostenfrei).
  - Gothaisches Genealogisches Taschenbuch der Adeligen Häuser 1935, B (Briefadel). Jg. 27, Gotha 1934, S. 224 f. Siehe FamilySearch (Kostenfrei).
  - Gothaisches Genealogisches Taschenbuch der Adeligen Häuser 1939, B (Briefadel). Jg. 31, Gotha 1938, S. 188 f. Letzte Ausgaben zugleich Adelsmatrikel der Deutschen Adelsgenossenschaft. Siehe FamilySearch (Kostenfrei).
- Walter von Leers: Die Zöglinge der Ritterakademie zu Brandenburg a. H. 1705–1913. Selbstverlag des Vereins ehemaliger Zöglinge der Ritterakademie zu Brandenburg a. H., Druck P. Riemann, Ludwigslust 1913, S. 207 ff. Zöglingsnummern 1005, 1384, 1449, 1747, 1785; ergänzend der Angaben im Band II, 1913–1929, S. X, 25, ff., Zöglingsnummern 2033, 2064 (identisch im Band III mit 2119)
- Walter von Hueck, Friedrich Wilhelm Euler: Genealogisches Handbuch des Adels, Adelslexikon, Band IV, Band 67 der Gesamtreihe GHdA. Hrsg. Deutsches Adelsarchiv, C. A. Starke Verlag, Limburg an der Lahn 1978, ISSN 0435-2408, S. 330.
- Andreas Kitzing: Das Leben eines märkischen Junkers-Hans Wichard von Rochow-Stülpe, 1898–1945. Wahlsdorf 1998, ISBN 3-00-002916-8, S. 66. (Informationen zu Irmgard von Rochow, geborene von Gundlach-Rumpshagen).
- Christa Kostolnik: Die Geschichte des „Glasdorfes“ Rumpshagen. Vom stolzen Aufstieg und tragischen Untergang der adligen Gläsnerfamilie von Gundlach. 2. Auflage. Friedland 2020, ISBN 978-3-941681-83-5, S. 16 ff.

### Gundlach und von Gundlach Familienverband
- Walter Gundlach: Die Gläsner und ihre Nachfahren, Nachrichtenblatt der Sippe Gundelach, Gundlach u. von Gundlach. Hrsg.: Wilhelm Scholl, Kassel. Druck Albert Hartmann (Inhaber Jesnitzer & Leuner), Nummer 1, 17. Mai 1937, 4 S. (u. a. zum 1. Familientag, sowie mit Beitrag „Die von Gundlachs“)
- Elisabeth Gundlach: Die Gläsner und ihre Nachfahren, Nachrichtenblatt der Sippe Gundelach, Gundlach u. von Gundlach, Großalmerode, Dezember 1937, Nummer 2, 8 S. (u. a. mit Mitgliederübersicht)
- Elisabeth Gundlach: Die Gläsner und ihre Nachfahren, Nachrichtenblatt der Sippe Gundelach, Gundlach u. von Gundlach, Großalmerode, 6. Juni 1938, Nummer 3, 8 S. (u. a. zum 2. Familientag)
- Gundlachscher Sippenverband: Die Gläsner und ihre Nachfahren Nachrichtenblatt der Sippe Gundelach, Gundlach und von Gundlach, Großalmerode, März 1939, Nummer 4, Buchdruckerei Kannengießer, Hagen-Kalpe, 20 S. (u. a. mit Beitragseingänge der Mitglieder)
- Walter Gundlach: Stammfolge des Gläsners Zacharias Gundlach aus Großalmerode. In: Hessische Familienkunde, 1970, Band 10, Heft 4, Sp. 137–144 (ahnenforschung-hessen.de)
- Walter Gundlach: Erstes Auftreten hessischer Glasmacher in Kurbrandenburg. In: Genealogisches Jahrbuch, 1975, 15, S. 165–186; 16/17, 1977.
- Walter Gundlach: Zur Geschichte der Glasmacherfamilie Gundlach. In: Hessische Familienkunde, Band 18, 1986–1987, Sp. 343–348.

### Sekundärliteratur
- Deutsches Geschlechterbuch, Band 141 (Niedersachsen, Band 9), C. A. Starke Verlag, Limburg an der Lahn 1966, ISSN 1438-7972,  S. 503 ff. (frühe Ahnenreihe).
- Ralf Wendt: Gesamtverzeichnis der Glashütten in Mecklenburg (17.–19. Jahrhundert). In: Wissenschaftliche Zeitschrift der Universität Rostock, Gesellschafts- und sprachwissenschaftliche Reihe, Rostock 1972, Jg. 21, ISSN 0323-4630, S. 65–80.